# Tito and Tarantula
Tito and Tarantula est un groupe américain de rock latino, originaire de Los Angeles, en Californie. Formé en 1992, il est connu pour ses chansons After Dark, Back to the House that Love Built, Strange Face of Love et Angry Cockroaches. Le groupe apparaît dans le film de Robert Rodriguez, Une nuit en enfer, faisant une apparition dans le bar nommé le Titty Twister.

## Historique

### Origines
Tito Larriva est né à Ciudad Juárez, au Mexique, mais a passé plusieurs années à Fairbanks, en Alaska ; sa famille se rapprochera plus tard à El Paso, au Texas, où il étudie le violon et la flûte dans un orchestre d'école. Après un bref passage à l'université Yale, il atterrit à Los Angeles, en Californie au milieu des années 1970. Il commence sa carrière musicale dans des groupes de punk latino comme The Impalas, The Flesh Eaters, et plus particulièrement The Plugz. Larriva sort plusieurs albums avec the Plugz avant sa séparation en 1984. Par la suite, Larriva s'associe à Charlie Quintana (ex-Plugz) et Tony Marsico pour former les Cruzados. Avec les Cruzados, le style musical de Larriva passe d'un punk rock typique à un rock bluesy des années 1980. Le groupe est un succès et ouvre notamment en concert pour INXS et Fleetwood Mac.

### Débuts
D'ici, Larriva continue d'écrire des bandes son, et à commence à devenir acteur. Démarrant en 1992, lui et le guitariste Peter Atanasoff jouent à quelques jam sessions entre amis dans des clubs de Los Angeles. À cette période, le groupe se nomme Tito and Friends. 
Vers 1995, officiellement appelé Tito and Tarantula, le groupe possède une formation stable composée de Larriva (chant, guitare rythmique), Atanasoff (guitare solo), Jennifer Condos (basse),  Lyn Bertles (violon, mandoline, harmonica), et Nick Vincent (batterie, percussions). C'est avec cette formation que le groupe enregistre les morceaux Back to the House that Love Built, Strange Face of Love, et White Train, qui marque les débuts du film Desperado de Robert Rodriguez, qui fait participer Larriva dans un court mais important rôle. Les trois morceaux apparaissent dans la bande son. L'année suivante, le groupe participe au film Une nuit en enfer de Rodriguez, comme groupe de house music dans un bar appelé le Titty Twister.
Tito a fait la rencontre de Rodriguez lors du tournage de Desperado. Pendant le montage du film, Tito jouait d'anciens morceaux qu'il a écrits, qui traite des vampires, ce qui a attiré l'intérêt de Rodriguez. Tito a créé les bandes son de plusieurs films, dont deux en Allemagne.

### Tarantism
Le 28 octobre 1997, Tito and Tarantula publient leur premier album, Tarantism. L'album comprend leurs six premiers morceaux (dont After Dark, Strange Face of Love, Angry Cockroaches, et Back to the House that Love Built), et six nouveaux morceaux. Il fait aussi participer Charlie Quintana et Tony Marsico Larriva (ex-Plugz et Cruzados). Il est bien accueilli par la presse. Le groupe passe les années 1997 et 1998 à tourner en soutien à l'album. À la fin 1997, le groupe recrute le percussionniste Johnny « Vatos » Hernandez (Oingo Boingo).

### Nouveaux albums
À la fin 1998, Vincent et Bertles, qui se sont mariés en 1994, attendent leur second enfant, et choisissent de quitter le groupe. Après leur départ, Vatos se met à la batterie, et Petra Haden est recruté en remplacement de Bertles (Bobby Dean Higgins) aux chœurs. Cette nouvelle formation travaille sur un nouvel album, mais assiste au départ de Haden avant la sortie de l'album. L'album, Hungry Sally and Other Killer Lullabies, est publié en 1999. Après la sortie de Hungry Sally, le groupe recrute Andrea Figueroa pour remplacer Haden au violon, à la mandoline, flûte, et à la guitare.
Après la sortie Hungry Sally, Condos quitte le groupe. Ils commencent à écrire un nouvel album, Little Bitch, mais assistent au départ de Figueroa avant la sortie de l'album en 2000. Little Bitch.
Vers 2007, Davalos quitte le groupe et est remplacé par Caroline « Lucy LaLoca » Rippy. En décembre 2007, leur morceau Angry Cockroaches (Cucarachas Enojadas) est choisi pour le film Fred Claus. En avril 2008 sort l'album Back into the Darkness.

## Discographie
- 1997 : Tarantism
- 1999 : Hungry Sally and Other Killer Lullabies
- 2000 : Little Bitch
- 2002 : Andalucia
- 2008 : Back into the Darkness
- 2015 : Lost Tarantism
- 2019 : 8 Arms to Hold You
- 2025 : !Brincamos!

## Membres

### Membres actuels
- Tito Larriva - chant, guitare rythmique (depuis 1992)
- Steven Hufsteter - guitare solo, chant (depuis 2002)
- Caroline « Lucy LaLoca » Rippy - basse, chant (depuis 2007)
- Alfredo Ortiz - batterie (2005, depuis 2008)

### Anciens membres
- Peter Atanasoff – guitare solo, chœurs (1992–2006)
- Jennifer Condos – basse, chœurs (1993–1999)
- Lyn Bertles – violon, mandoline, harmonica, guitare, chœurs (1993–1998)
- Andrea Figueroa – violon, mandoline, flûte, guitare, chœurs (1999–2000)
- Marcus Praed – piano, chœurs, basse, guitare (2000–200?)
- Johnny « Vatos » Hernandez – percussions, batterie, chœurs (1997–2001)
- Nick Vincent – batterie, percussions, chœurs (1992–1998)
- Adrian Esparza – guitare, chant (1992)
- Richard Edson – percussions (1992–1994)
- Tony Marsico – basse (1992)
- Debra Dobkin – percussions (1995–1997)
- Petra Haden – violon, mandoline, harmonica, guitare (1998)
- Bobby Dean Higgins – chœurs (1998–1999)
- Io Perry – basse, chœurs (200?–200?)
- Abbie Travis – basse (200?–200?)
- Achim Farber – batterie (200?–200?)
- Dominique Davalos – basse, chœurs (200?–2007)
- Rafael Gayol – batterie (200?–200?)
- Steven Hufsteter – guitare solo, chœurs (2002–2011)
- Alfredo Ortiz – batterie (2005, 2008–2011)
- Caroline « Lucy LaLoca » Rippy – basse, chœurs (2007–2013)
- Sammi Bishop – batterie (2012-201?)